# El oficial
«El oficial» es una canción de No Te Va Gustar del álbum Todo es tan inflamable, compuesta por Mateo Moreno. Musicalmente, explora el costado más roquero de NTVG, abandonando un poco otros géneros con los que se identifica la banda, como el ska y el reggae. Se destaca por ser un tema que no deja lugar a la interpretación, con una base roquera fuerte que logran transmitir de manera enérgica la rabia, la violencia, la impotencia y todas esas sensaciones que un hecho como el retratado en la canción puede generar en una persona.
El tema cuenta la historia de la Masacre de Floresta, sucedida en el año 2001 en Argentina, donde un ex comisario retirado asesinó a sangre fría a tres jóvenes que se encontraban en una estación de servicio en el Barrio porteño de Floresta.  
Era la madrugada del sábado 29 de diciembre y cuatro amigos estaban sentados a la mesa mirando la televisión, donde mostraban escenas de los disturbios ocurridos la noche anterior (esto ocurrió unos días después de la renuncia de Fernando de la Rúa a la presidencia, y horas antes de la renuncia de Adolfo Rodríguez Saá).
Cuando se vieron imágenes que mostraban cómo los manifestantes golpeaban a un policía, uno de los amigos hizo un comentario "Por fin una vez le tocó a ellos" y acto seguido el suboficial retirado Juan de Dios Velaztiqui (que custodiaba el lugar) dijo "Basta", extrajo su arma y disparó contra Maximiliano Tasca, Cristian Gómez y Adrián Matassa causándoles la muerte. Un cuarto joven que estaba con ellos se salvó porque alcanzó a huir corriendo. Todos tenían entre 23 y 25 años, "-no llegaban los 3, a 26-".
"-Y los arrastró a la calle de los pies-". Se refiere a que el ex suboficial Velaztiqui corrió los cuerpos e intentó hacer creer que había sido un robo. Historia que fue rechazada por el juez y fue condenado a prisión perpetua.

Fallecidos
- Maximiliano Tasca
- Cristian Gómez
- Adrián Matassa

Único sobreviviente
- Enrique Díaz